# جاستن لونش
جاستن لونش (بالإنجليزية: Justin Lynch)‏ هو سباح أمريكي، ولد في 27 أغسطس 1996.